# Marianna Łaba
Marianna Mykołajiwna Łaba (ukr. Маріанна Миколаївна Лаба, ur. 7 września 1968, w Sieriebrianych Prudach, w obwodzie moskiewskim w ZSRR) – ukraińska piosenkarka, zasłużona artystka Ukrainy, solistka Lwowskiej Filharmonii Obwodowej i Domu Muzyki Organowej i Kameralnej.

## Życiorys
Urodziła się w rodzinie zawodowych muzyków. Ojciec Marianny, urodzony w obwodzie czerniowieckim, w tym czasie był dyrektorem szkoły muzycznej w Sieriebrianych Prudach w obwodzie moskiewskim. Matka, węgierskiego pochodzenia, śpiewała w chórze, który był pod kierownictwem ojca. W kolejnych latach rodzina przeniosła się z powrotem na Ukrainę do miasta Chust w obwodzie zakarpackim. W wieku 4-ch lat Marianna zaczęła uczyć się gry na skrzypcach i fortepianie. W 1983–1987 uczęszczała do szkoły muzycznej w Użhorodzie w klasie skrzypiec. Po ukończeniu z wyróżnieniem nauki, zdobyła kwalifikacje artystki orkiestry i nauczyciela muzyki (skrzypka). Od 1987 do 1995 roku studiowała w Państwowym Konserwatorium Lwowskim im. Mykoły Łysenki, klasa śpiewu operowego i kameralnego (nauczyciele – Anna Dashak i Zinaida Maksymenko). Od 1996 solistka Lwowskiej Filharmonii Obwodowej, a od 2002 także solistka Lwowskiego Domu Muzyki Organowej i Kameralnej.
Mieszka i pracuje we Lwowie, ma syna Kristiana.

## Kariera muzyczna
Jeszcze podczas studiów, jako solistka zespołów „Krynycia” i „Excelsior”, koncertowała w Austrii, Niemczech i Kanadzie. Jako studentka konserwatorium, brała udział w festiwalu „Das Treffen” (Bayreuth, 1992–1994), a w 1998 brała udział w koncertach „Kammeroper Göttingen”, Niemcy.
W 2000 roku razem z Lwowskim Narodowym Akademickim Teatrem Opery i Baletu im. Salomei Kruszelnickiej koncertowała we Włoszech. Reprezentowała Ukrainę na wielu festiwalach w Polsce (Tarnów, Mikołów, Przemyśl, Leżajsk, Stary Sącz, Rzeszów, Zielona Góra, Częstochowa, Busko-Zdrój, Warszawa, Kraków, Sandomierz, Wrocław, Kielce, Warka, Radom) oraz na międzynarodowych festiwalach (Austria, Niemcy, Kanada, Czechy, Węgry, Francja, Portugalia, Białoruś). W 2006 r. odbyła tournée po Europie razem z Orkiestrą Symfoniczną „K&K Philharmoniker” z programem „Gala-Strauss”, zwłaszcza w Polsce, Monako, Szwajcarii, Francji, Hiszpanii, Portugalii, Danii, Norwegii, Niemczech. W 2008–2009 rok koncertowała miastami Hiszpanii z Akademiczną Orkiestrą Symfoniczną Lwowskiej Filharmonii pod kierownictwem Ajdara Torybajewa z programem „Gala-Strauss”.
Współpracowała z takimi dyrygentami jak: Jerzy Kosek (Polska), Wojciech Mrozek (Polska), Dieter Wagner (Niemcy), Matthias Georg Kendlinger (Austria), Gunhard Mattes (Szwajcaria), Jurij Łuciw, Serhij Burko, Wołodymyr Sywochip, Hennadij Fiśkow, Roman Fyłypczuk, Myron Jusypowycz, Ajdar Torybajew. Również współpracowała z chórami kameralnymi: „Gloria”, „Jewszan”, zespołem folkowym „Homin Karpat”, chórem a capella „Dudaryk”, chórem chłopięcym z miasta Mukaczewo, Kameralną Orkiestrą „Akademia” oraz Kameralną Orkiestrą Filharmonii miasta Równe. Marianna także jest solistką zespołu muzyki dawnej „Lwiwśki menestreli”.
Brała udział w nagraniu CD: „Muzyka dla wsich” z Akademicką Orkiestrą Kameralną „Wirtuozy Lwowa”, „Lwiwski Mocart”, „Muzyka Habsburhśkoho Lwowa”, „Soniaczni irysy” (płyta autorska J. Muzyki), oraz uczestniczyła w licznych programach telewizyjnych. Także brała udział w projekcie polsko-ukraińskim pod patronatem Prezydenta RP w wystawieniu oratorium M. Soltysa „Przysięga Jana-Kazimierza”.
Podczas swojego udziału w projektach rockowych jako wokalistka i kompozytorka, Marianna Łaba nagrała partie wokalne w następnych płytach:
- zespół „Capitollium”, płyta „Bloodfall of flesh” (2007),
- zespół Polynowe Pole, płyty „Czysti duszi” (2007), „Na semy witrach” (2008), „Pid chołodnym kamenem” (2009).